# 平岡町 (弘前市)
平岡町（ひらおかまち）は、江戸期から現在にかけての青森県弘前市の地名。郵便番号は036-8367。住民基本台帳に基づく2017年6月1日現在の人口は377人、世帯数は155世帯、面積は0.08261385km2。

## 地理
岩木川沿い東側、駒越町裏手に位置する町。北は和田町、東は西大工町、南は駒越町、西は藤代に接する。

### 小・中学校の学区
市立小・中学校に通う場合、学区は以下の通りとなる。
| 大字   | 番地 | 小学校             | 中学校             |
| ------ | ---- | ------------------ | ------------------ |
| 平岡町 | 全域 | 弘前市立城西小学校 | 弘前市立第二中学校 |

## 歴史
宝永年間（1704年 - 1710年）に郭内武家屋敷の郭外移転により藩士が移住したことにより成立。正徳元年（1711年）、駒越町の新割町として町名がつけられる（国日記）。寛政12年（1800年）当時の記録では武家屋敷が25とある（分間弘前大絵図）が、天保8年（1837年）当時の記録では、この頃にはもう武家屋敷は無く、町屋が34とあり、町人の町に変化。町の様子は「小商と日傭夫の住居があり」とある。

### 沿革
- 江戸期 - 弘前城下の一町。
- 明治初年 - 明治22年 - 弘前を冠称。
- 1889年（明治22年） - 弘前市に所属。

## 施設
- 弘前市立第二中学校
- 天理教中津軽分教会
- 保食神社
- 川村錦鯉センター

## 交通
路線バス
- 弘南バス

駒越（弘前駅 - 工業高校経由 - 藤代営業所線）停留所。
道路
- 弘前西バイパス